# Zichy György (1805–1879)
Zicsi és vásonkeői gróf Zichy György János Nepomuk (Nagyláng, 1805. augusztus 10. – Nagyláng, 1879. október 28.) császári és királyi kamarás, nagybirtokos, botanikus.

## Élete
Az előkelő zicsi és vásonkeői gróf Zichy család sarja. Apja zicsi és vásonkeői gróf Zichy János Nepomuk (1777–1830), császári és királyi kamarás, nagybirtokos, anyja gróf Colloredo Waldsee Franciska (1783–1835). Az apai nagyszülei gróf Zichy János (1738–1778), földbirtokos és báró luzsnai és regliczei Luzsénszky Terézia (1754–1812) voltak. Az anyai nagyszülei gróf Joseph Collodero Wallsee és kisserényi gróf Serényi Franciska voltak.
Fiatal korában és később is tevékeny részt vett a közügyekben, politikai vezérelveire nézve következetesen konzervatív volt. 1836 márciusában V. Ferdinánd magyar király császári és királyi kamarási címet adományozott gróf Zichy György és Kamill testvéreknek. Zichy János, György, Kamill és Aladár grófok kérésére V. Ferdinánd vásártartási engedélyt adományozott Adony városának. Az 1860-as években teljesen visszavonult a politikától és a közélettől, nagylángi földbirtokát a következő 15 évben alig hagyta el.
Zichy György gróf, cs. kir. kamarás ismert volt a nagylelkű adományairól: a székesfehérvári ciszterci gimnáziumnak tetemes költséggel szerzett természettani szereket adományozott. 1859-ben gróf Zichy György és Kamill 6000 pft értékű földtehermentesítési kötelezvényeket ajándékoztak hadi célokra. 1866-ban gróf Zichy György kamarás, aki a csatatérről visszatért 24 sebesült vitéz számára igazán grófi bőkezűséggel felszerelt kórodát állíttatott, és ezeket saját orvosai által ápoltatva, minden szükségessel és kényelemmel ellátta, sőt a felüdülteket egyenként néhány forintnyi útipénzzel is megörvendeztető, nem késett, a szükségtől környezett egykori adonyi jobbágyainak is segedelmére sietni, és míg egyrészről 250 mérő gabonát vetőmagot kölcsönzött nekiek, természetben a jövő évre visszaszolgáltatandót, másrészről 200 forintnyi összeget küldött a helybeli plébános úr kezeihez, hogy ezekkel a cholera által sújtott szegény családoknak belátása szerint vigasztaló segélyt nyújtson.
1862. augusztus 24-én az újságban Koller János városbíró, plébános, és Gévay Ferenc hosszú jellemzést írt gróf Zichy György nagylelkűségéről: "Állításunk bebizonyítására a múlt időket érintetlenül hagyva, elegendő lesz, úgy hiszszük, csak az ez év folytán történteket is fölemliteni. — A múlt tavasz kezdetén, midőn munka hiányában a szegénynek napjai legsúlyosabbak valának, a nemes gróf volt az , ki az ínséget szenvedők vigasztaló angyalaként megjelenve, a városnak minden szükölködőit összeirató, és közöttök mázsánkint tetemes mennyiségű lisztet kioszttata; ö volt az, ki az elrongyollott háztetők kijavítására a szegényeknek és özvegyeknek számára a szükséges nádat sajátjából díj nélkül utalványozó; ö volt, ki a feljelentett gyámok nélküli árvákat tetőtől talpig uj köntösbe öltözteté. Végre tekintetbe véve a nép szaporodását, és a szegényeknek lakbani szűkölködését, a város közepén saját telkéből negyven uj házhelyet 300 ölével rendelt kihasítani, és daczára annak, hogy a vagyonosabb polgárok ezekért az illendő árt az uradalomnak szivesen lefizetni ajánlkoztak volt, a méltóságos gróf ur szíve nemes hajlamát követve, Szent István király ünnepét a szegények számára örvendetes nappá kívánván átvarázsolni,a délesti isteni szolgálat után az említett negyven háztelket a házatlan napszámosok között ajándékkép sorshúzás utján kiosztatni rendel ré, és a szép napnak örökemlékeül az újonnan keletkező két utczát, a két magyar szent király tiszteletére Szent István és Szent László utczáknak neveztetni kiváná. Mely ritka nagylelkűségét a méltóságos grófi urnak, midőn a jelen nemzedéknek e lapok hasábjain példány képül felállítani bátorkodunk, egyszersmind e nagyságának a város szegény lakói nevében irántuk tanúsított valódi atyai kegyeségéért a haza színe előtt köszönetünket nyilvánítani kötelességünknek ismerjük."
Zichy György gróf egyik szenvedélye a Botanika volt; Nagylángon tágas üvegházat létesített, melyet számos egzotikus növénnyel népesített. Halála után becsültették meg az örökösök az üvegházi növényeit, melyeknek rendkívül nagy értéke 25,550 frt volt. Az elhunyt gróf szenvedélyes kertész is volt és ritka szép gyűjteménnyel bírt, különösen szemesebb koniferák, kaméliák, azaleák, pálmák és ritka nagyságú rhododendronokból voltak.

## Házassága és leszármazottjai
Pozsonyban 1826. október 24-én feleségül vette az ősrégi magyar főnemesi gróf erdődi Pálffy családból való gróf erdődi Pálffy Ludovika Ernestina Eleonóra Leopoldina Karolinát (Pozsony, 1805. január 1. – Nagyláng, 1866. január 17.), aki később csillagkeresztes hölgy lett. A menyasszony szülei gróf erdődi Pálffy Lipót (1764–1825), Pozsony vármegye főispánja, földbirtokos és báró Charlotte Jöchlinger von Jochenstein (1778–1851), csillagkeresztes hölgy voltak. Az apai nagyszülei gróf erdődi Pálffy Lipót és Maria Theresia von Daun voltak. Az anyai nagyszülei báró Jan Joseph Jöchlinger van Jöchenstein és gróf erdődi Pálffy Anna Mária voltak. Zichy György gróf és Pálffy Ludovika grófnő frigyéből született:
- gróf Zichy Tivadar (1828. szeptember 21. – 1839 körül)
- gróf Zichy Nándor Lipót János György Gergely (Pozsony, 1829. november 26. – Adony, 1911. december 24.) politikus, a Katolikus Néppárt alapító elnöke és egyik országgyűlési képviselője. Neje: zicsi és vásonkeői gróf Zichy Lívia (1840. október 4. – 1913. július 16.), csillagkereszteshölgy.[13]
- gróf Zichy György (1832. május 4. – 1859)
- gróf Zichy János Baptist György Kamilló Aladár Szilveszter (Bécs, 1835. december 31. – Nagyláng, 1905. november 28.), császári és királyi kamarás, főrendiház tag, nagybirtokos. Neje: gróf Marie von Redern (Darmstadt, 1840. január 22. – Pécs, 1910. szeptember 26.), csillagkereszteshölgy.[14]